# Martin Møller
Martin Møller (født  18. maj 1980 i Næstved) er en dansk/grønlandsk skiløber. Han var udtaget til Vinter-OL 2014 i Sotji, Rusland, hvor han stillede op på langrendsdistancerne: sprint, 15 km, 30 km og 50 km. Da Grønland ikke selv har en olympisk komite, skal Martin Møller deltage i OL under dansk flag.
Martin Møller blev endvidere udtaget til Vinter-OL 2018 i Pyeongchang, Sydkorea, hvor han skal deltage i 15 km, skiathlon og 50 km.
Martin Møller blev droppet i sidste stund før Vinter-OL 2006 i Torino, efter at han klarede de internationale OL-krav men ikke de ekstra skrappe danske krav. Det fik Grønlands Idrætsforbund, der i OL-regi er underlagt Danmarks Idrætsforbund, til at knurre over den politiske overmagt i Danmark. Her lød DIFs OL- og elitechef, Jesper Frigast Larsen begrundelsen for udtagelseskravene: 
»Vi er en stolt idrætsnation og ingen bananrepublik, der blot er glad for at være med. Som minimum skal vi have niveau til at slutte i den bedste tredjedel, vi vil ikke tage derned for at blive til grin«.
I 2012 vandt Martin Møller blandt andet førstepladsen i Arctic Circle Race, der betegnes for at være verdens fysisk hårdeste langrends skiløb på 160 km. 2012 vandt han også Nuuk Marathon og terrænløbet KangNu Running Race, som er på 35 km. Samme år var han også hurtigst ved det uofficielle Grønlands Mesterskab på rulleski. Han er også tidligere dansk landsholdsløber i skiskydning. 
Martin Møller blev kåret som årets idrætsmand 2013 af Grønlands Idrætsforbund, ligesom han blev årets idrætsmand i Nuuk.
Ved Vinter-OL's 30 km skiatlon 9. februar 2014 opnåede han en plads som nummer 52.
Martin Møller er født i Næstved men opvokset i Aasiaat i Grønland. Han flyttede fra Grønland som teenager for at starte på skigymnasium i Norge og læste derefter  til ingeniør på Norges teknisk-naturvitenskapelige universitet i Trondheim og er nu bosiddende i Nuuk.